# World Heavyweight Championship (Zero1)
El World Heavyweight Championship (Campeonato Mundial de Peso Pesado, en español) es un campeonato mundial de lucha libre profesional creado y utilizado por la compañía de lucha libre profesional japonesa Pro Wrestling ZERO1. Es uno de los dos principales títulos individuales de ZERO1, junto con el Campeonato Nacional Unido de Peso Pesado. Se introdujo por primera vez el 15 de diciembre de 2007 cuando ZERO1 terminó su relación con AWA Superstars of Wrestling. El entonces campeón de Campeón de Superestrellas de Lucha Libre de AWA, Masato Tanaka, fue reconocido como el primer campeón mundial de peso pesado ZERO1.  Hasta el día de hoy, ZERO1 continúa usando el cinturón del título de la AWA, que dice "AWA World Heavyweight Wrestling Champion", para representar su campeonato mundial de peso pesado.

## Nombres
| Nombre                                   | Años                                                                                         |
| ---------------------------------------- | -------------------------------------------------------------------------------------------- |
| AWA World Heavyweight Championship       | 26 de octubre de 2007 — 15 de diciembre de 2007; 6 de marzo de 2011 — 6 de noviembre de 2011 |
| ZERO1-Max World Heavyweight Championship | 15 de diciembre de 2007 — 13 de octubre de 2008                                              |
| World Heavyweight Championship           | 14 de octubre de 2008 — 7 de marzo de 2011; 6 de noviembre de 2011 — presente                |

## Diseño del campeonato
El cinturón de campeonato estándar tiene tres placas sobre una correa de cuero negro.

## Campeones
El campeón inaugural fue Masato Tanaka quien fue declarado como campeón el 26 de octubre de 2007 debido a que era el campeón vigente del Campeón de Superestrellas de Lucha Libre de AWA y ZERO1 terminó sus relaciones con AWA Superstars of Wrestling. Desde entonces ha habido 20 campeones diferentes repartidos en 32 reinados. Bambikiller, The Sheik, James Raideen y Chris Vice son los cuatro luchadores no japoneses en haber ostentado el campeonato.

### Campeón actual
El campeón actual es Chris Vice, quien se encuentra en su segundo reinado. Vice logró el campeonato tras derrotar al excampeón Masato Tanaka el 26 de mayo de 2023 en ZERO1 Fibromyalgia Charity Show.

### Lista de campeones
| N.º | Campeón          | Lucha                    | Lucha                                                                             | Lucha           | Estadísticas | Estadísticas | Notas y referencias |
| N.º | Campeón          | Fecha                    | Evento                                                                            | Ubicación       | Reinado      | Días         | Notas y referencias |
| --- | ---------------- | ------------------------ | --------------------------------------------------------------------------------- | --------------- | ------------ | ------------ | --- |
| 1   | Masato Tanaka    | 26 de octubre de 2007    | Innovation                                                                        | Tokio, Japón    | 1            | 353          | Tanaka derrotó a Takao Omori para ganar el Campeonato Mundial de Peso Pesado de AWA Superstars of Wrestling; ZERO1 terminó su relación comercial con AWA Superstars of Wrestling el 15 de diciembre de 2007 y el campeonato AWA fue reemplazado por el Campeonato Mundial Peso Pesado de ZERO1-MAX. En 2008, la promoción acortó su nombre a Pro Wrestling ZERO1 y el nombre del campeonato cambió a "ZERO1 World Heavyweight Championship". |
| 2   | Yuji Nagata      | 13 de octubre de 2008    | Destruction '08                                                                   | Tokio, Japón    | 1            | 137          | [ 4 ] |
| 3   | Shinjirō Ōtani   | 27 de febrero de 2009    | Wrestler's Belief                                                                 | Tokio, Japón    | 1            | 30           | [ 5 ] |
| 4   | Ryouji Sai       | 29 de marzo de 2009      | Wrestler's Belief                                                                 | Tokio, Japón    | 1            | 94           | [ 6 ] |
| 5   | Masato Tanaka    | 1 de julio de 2009       | Wrestler's 4                                                                      | Tokio, Japón    | 2            | 115          | [ 7 ] |
| 6   | Toshiaki Kawada  | 24 de octubre de 2009    | Wrestler's 6: Nevera Gonna Stop!                                                  | Tokio, Japón    | 1            | 169          | [ 8 ] |
| 7   | Kohei Sato       | 11 de abril de 2010      | Celebration from the Yasukuni Shrine "Yamato Shinshu Chikara Matsuri"             | Tokio, Japón    | 1            | 91           | [ 9 ] |
| 8   | Bambikiller      | 11 de julio de 2010      | ZERO ONE: Knight STAND                                                            | Tokio, Japón    | 1            | 60           | [ 10 ] |
| 9   | Daisuke Sekimoto | 9 de septiembre de 2010  | Euro Vintage Action                                                               | Tokio, Japón    | 1            | 178          | [ 11 ] |
| 10  | Ryouji Sai       | 6 de marzo de 2011       | 10th Anniversary                                                                  | Tokio, Japón    | 2            | 119          | El campeonato pasó a llamarse "AWA World Heavyweight Championship" durante este reinado. |
| 11  | The Sheik        | 3 de julio de 2011       | Destructive King 7th Anniversary of Death Commemoration                           | Tokio, Japón    | 1            | 126          | También estaba en juego el Campeonato Mundial Peso Pesado de la NWA de Sheik. |
| 12  | Kohei Sato       | 6 de noviembre de 2011   | Yarisugi Forever I                                                                | Tokio, Japón    | 2            | 87           | El campeonato volvió a llamarse "ZERO1 World Heavyweight Championship" durante este reinado. |
| 13  | Kamikaze         | 1 de febrero de 2012     | ZERO1 Action 2012                                                                 | Tokio, Japón    | 1            | 30           | [ 15 ] |
| 14  | Akebono          | 2 de marzo de 2012       | 11th Anniversary Show                                                             | Tokio, Japón    | 1            | 193          | [ 16 ] |
| —   | Vacante          | 11 de septiembre de 2012 | —                                                                                 | —               | —            | —            | |
| 15  | James Raideen    | 4 de agosto de 2013      | Fire Festival 2013: Final Day                                                     | Tokio, Japón    | 1            | 238          | Derrotó a Masato Tanaka en la final de un torneo por el campeonato vacante. |
| 16  | Kohei Sato       | 30 de marzo de 2014      | 11th Yamato Shinshu Chikara Matsuri                                               | Tokio, Japón    | 3            | 98           | [ 18 ] |
| 17  | Masakatsu Funaki | 6 de julio de 2014       | Wrestle-1's Shōgeki: Impact                                                       | Tokio, Japón    | 1            | 75           | [ 19 ] |
| 18  | Kohei Sato       | 19 de septiembre de 2014 | Tenkaichi Special                                                                 | Tokio, Japón    | 4            | 408          | Este es el reinado más largo en la historia del campeonato. |
| 19  | Hideki Suzuki    | 1 de noviembre de 2015   | Live Event                                                                        | Tokio, Japón    | 1            | 147          | [ 21 ] |
| 20  | Kohei Sato       | 27 de marzo de 2016      | Live Event                                                                        | Tokio, Japón    | 5            | 364          | [ 22 ] |
| 21  | Masato Tanaka    | 26 de marzo de 2017      | 14th Yamato Shinshu Chikara Matsuri                                               | Tokio, Japón    | 3            | 281          | [ 23 ] |
| 22  | Yusaku Obata     | 1 de enero de 2018       | Kinga Shinnen                                                                     | Tokio, Japón    | 1            | 153          | [ 24 ] |
| 23  | Masato Tanaka    | 3 de junio de 2018       | Shinsei Zero1 Sapporo First Landing ~ No Gravity Warrior Sugi Sapporo First Visit | Sapporo, Japón  | 4            | 174          | [ 25 ] |
| 24  | Daisuke Sekimoto | 24 de noviembre de 2018  | ZERO1 Dream Series ~ Nenotsuki No Jin ~ Tenka-Ichi Junior Tournament 2018         | Tokio, Japón    | 2            | 294          | [ 26 ] |
| 25  | Yuji Hino        | 14 de septiembre de 2019 | 16th ZERO1 Tenka-Ichi Championship Decision 2019                                  | Tokio, Japón    | 1            | 169          | [ 27 ] |
| 26  | Kohei Sato       | 1 de marzo de 2020       | 19th Anniversary Show                                                             | Tokio, Japón    | 6            | 63           | [ 28 ] |
| 27  | Chris Vice       | 3 de mayo de 2020        | Chojin Matsuri In Samurai! TV                                                     | Tokio, Japón    | 1            | 116          | [ 29 ] |
| 28  | Hayato Tamura    | 27 de agosto de 2020     | New ZERO1                                                                         | Tokio, Japón    | 1            | 127          | [ 30 ] |
| 29  | Masato Tanaka    | 1 de enero de 2021       | ZERO1 Happy New Year 2021                                                         | Tokio, Japón    | 5            | 226          | [ 31 ] |
| 30  | Takashi Sugiura  | 15 de agosto de 2021     | Pro Wrestling NOAH's Kawasaki GO!                                                 | Kawasaki, Japón | 1            | 293          | Fue en un Winner Takes All Match en dónde también se puso en juego el Campeonato Nacional de GHC de Sugiura. |
| 31  | Masato Tanaka    | 4 de junio de 2022       | Osu Premium One Team ZERO1 Shinjiro Otani Aid! Get Up As Many Times As You Want   | Tokio, Japón    | 6            | 356          | [ 33 ] |
| 32  | Chris Vice       | 26 de mayo de 2023       | ZERO1 Fibromyalgia Charity Show                                                   | Tokio, Japón    | 2            | 310          | [ 34 ] |
| 33  | Akitoshi Saito   | 31 de marzo de 2024      | ZERO1 Noto Peninsula Earthquake Charity Pro Wrestling                             | Tokio, Japón    | 1            | 104          | |
| 34  | Go Shiozaki      | 13 de julio de 2024      | NOAH Destination 2024                                                             | Tokio, Japón    | 1            | 351+         | |

### Total de días con el título

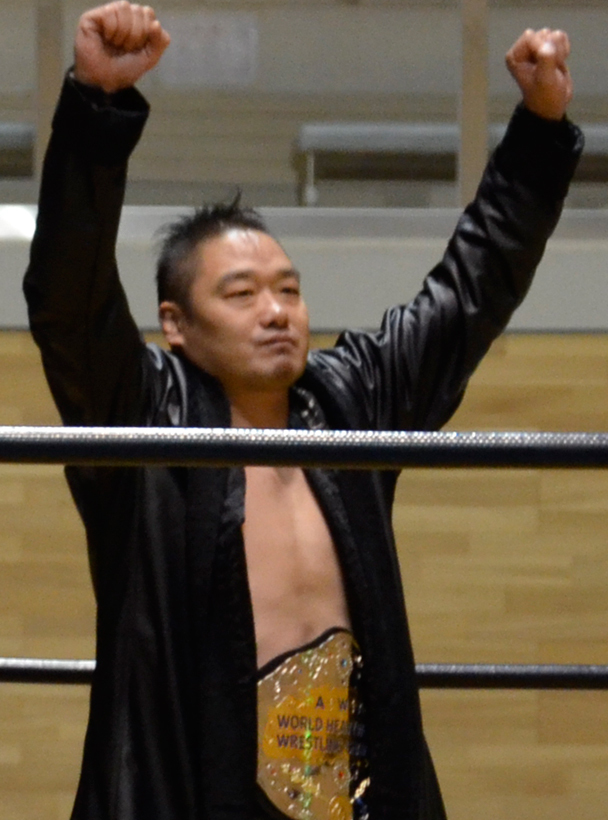
Kohei Sato es el segundo con el mayor número de días acumulativos como campeón con un total de 1,108 días combinados en 6 reinados.

La siguiente lista muestra el total de días que un luchador ha poseído el campeonato, si se suman todos los reinados que posee. Actualizado a la fecha del 29 de junio de 2025.
| + | Indica al campeón actual |

| N.º | Campeón          | Reinados | Total de días |
| --- | ---------------- | -------- | ------------- |
| 1   | Masato Tanaka    | 6        | 1,505         |
| 2   | Kohei Sato       | 6        | 1,108         |
| 3   | Daisuke Sekimoto | 2        | 472           |
| 4   | Chris Vice       | 2        | 426           |
| 5   | Go Shiozaki      | 1        | 351+          |
| 6   | Takashi Sugiura  | 1        | 293           |
| 7   | James Raideen    | 1        | 238           |
| 8   | Ryouji Sai       | 2        | 213           |
| 9   | Akebono          | 1        | 193           |
| 10  | Toshiaki Kawada  | 1        | 169           |
| 10  | Yuji Hino        | 1        | 169           |
| 12  | Yusaku Obata     | 1        | 153           |
| 13  | Hideki Suzuki    | 1        | 147           |
| 14  | Yuji Nagata      | 1        | 137           |
| 15  | Hayato Tamura    | 1        | 127           |
| 16  | The Sheik        | 1        | 126           |
| 17  | Akitoshi Saito   | 1        | 104           |
| 18  | Masakatsu Funaki | 1        | 75            |
| 19  | Bambikiller      | 1        | 60            |
| 20  | Shinjirō Ōtani   | 1        | 30            |
| 20  | Kamikaze         | 1        | 30            |

### Mayor cantidad de reinados
| Reinados | Luchador (es)                            |
| -------- | ---------------------------------------- |
| 6 veces  | Masato Tanaka, Kohei Sato                |
| 2 veces  | Ryouji Sai, Daisuke Sekimoto, Chris Vice |